# Polyb
Polybios (Græsk: Πολύβιος, transskription: Polýbios; født ca. 203 f.Kr., død 120 f.Kr.), undertiden benævnt Polybius eller blot Polyb, var en græsk historiker, som levede i hellenismen. 
Han er bedst kendt for sit historiske værk Historier (græsk: Ἱστορίαι), som handler om den Romerske Republiks opståen og opblomstring i Middelhavet i det tredje og andet århundrede f.Kr. Værket dækker perioden 264-146 f.Kr. og beskriver detaljerede begivenheder i Italien, den Iberiske Halvø, Grækenland, Makedonien, Syrien, Egypten og Afrika, heriblandt de Puniske Krige og de Makedonske Krige. I værket anser Polybios pålidelighed og dygtighed for vigtigere end en svungen stil. Hans historiske forlæg er især værker af Ephoros, Theopompos, Timaios, Callisthenes og Fabius Pictor.
Polybios var søn af en fremtrædende og ledende politiker fra Megalopolis (nutidens Megalopoli, Grækenland) ved navn Lykortas. I løbet af sine første 30 år var Polybios således i stand til at iagttage, på første hånd, de politiske og militære anliggender i Megalopolis og opnåede erfaring som statsmand. I sine tidlige år ledsagede han ligeledes sin far, mens han rejste rundt som ambassadør.
Han var blandt de 1000 gidsler, som Det Achaiske Forbund efter slaget i Pydna i 168 f.Kr. måtte sende til Rom. Her blev han optaget blandt Scipioerne, en af Roms ledende slægter. Polybios blev lærer for Scipio Æmilianus og var på den måde tæt på magtens centrum. Han fik kendskab til romerske forhold og tænkemåde; det gjorde det muligt for ham at skrive sit værk Historier, hvori han søger at beskrive og forklare, hvordan Rom erhvervede sig herredømmet over Middelhavet.
De fleste af Polybios' værker er gået tabt, men Historier er for en stor del overleveret. Den handler om tiden fra 264 f.Kr. til Korinths og Karthagos ødelæggelse i 146 f.Kr.. Polybios er førstehåndsvidne til de puniske krige, hvilket gør ham uhyre interessant. Da værket hovedsageligt handler om, hvordan Romerriget blev en stormagt, regnes det til den romerske historieskrivning, til trods for at det er skrevet på græsk.
Polybios viser stor interesse for statskundskab. I 6. bog af Historier beskriver han den romerske forfatning og spekulerer over, hvad den optimale forfatning er. Han sammenligner Rom og Sparta, fordi de begge har en blandingsforfatning, dvs. en forfatning, der både indeholder elementer af monarki, aristokrati og demokrati. De negative modstykker er (tyranni, oligarki og ochlokrati) og er ikke en del af forfatningen. Det anser Polybios for noget positivt. Hans tanker viser, at han er meget inspireret af Thukydid, men også af Herodot, Xenofon og Aristoteles.

## Tidlige liv
Polybios blev født omkring 198 f.Kr. i Megalopolis i Arkadien. På det tidspunkt var Megalopolis en aktiv deltager i Det Achaiske Forbund. Byen var blevet genoplivet, sammen med andre achaiske bystater, omtrent et århundrede før hans fødsel.
Polybios' far, Lykortas, var en fremtrædende politiker og jordejer, der tilhørte byens magtelite. Lykortas blev senere strategos (øverstkommanderende) for Det Achaiske Forbund. Dette gav Polybios mulighed for, i sine første 30 leveår, at følge med på første hånd i Megalopolis' politiske og militære anliggender, hvilket gav ham erfaring som statsmand. Som ung ledsagede han endda sin far på rejser som ambassadør. Polybios udviklede en interesse for ridning og jagt, hvilket senere imponerede hans romerske fangevogtere.
I 182 f.Kr. fik Polybios æren af at bære urnen med Filopoimen, en af de mest fremtrædende achaiske politikere i hans generation. Enten i 170 f.Kr. eller 169 f.Kr. blev Polybios valgt til hipparch (kavalerifører) og skulle have bistået Rom militært under den Den Tredje Makedonerkrig, selvom dette aldrig skete. Stillingen som hipparch var den næsthøjeste i Det Achaiske Forbund og var ofte et springbræt til at blive strategos (øverstkommanderende) året efter. Polybios' politiske karriere blev dog brat afbrudt i 168 f.Kr. Som konsekvens af Antigonid-rigets endelige nederlag under Den Tredje Makedonerkrig blev 1.000 achaiske mænd (inklusive Polybios ) mistænkt for loyalitet over for Makedonien og blev derfor interneret i Rom og omegnen.

## Fangeskab i Rom
Polybios' far, Lykortas, var en fremtrædende fortaler for neutralitet under den romerske krig mod Perseus af Makedonien i 171-168 f.Kr. Lykortas' holdning vakte mistanke hos romerne, og Polybios blev derfor en af de 1.000 achaiske adelsmænd, der i 167 f.Kr. blev deporteret til Rom som gidsler. Her blev han fastholdt i fangeskab i 17 år. På trods af fangeskabet fik Polybios – på grund af sin høje kulturelle dannelse – adgang til de mest fornemme romerske hjem, især hos Lucius Aemilius Paullus Macedonicus, som sejrede i Den Tredje Makedonerkrig. Paullus Macedonicus betroede Polybios opdragelsen af sine sønner, Fabius og Scipio Aemilianus (sidstnævnte var blevet adopteret af Scipio Africanus' ældste søn). Polybios forblev på venskabelig fod med sin tidligere elev, Scipio Aemilianus, og blev en del af Scipio-kredsen, som var en intellektuel gruppe omkring den indflydelsesrige romerske slægt.
Da Scipio besejrede Karthago i den Tredje Puniske Krig, forblev Polybios hans rådgiver. I år 150 f.Kr. blev de achaiske gidsler frigivet, og Polybios fik lov til at vende hjem. Men året efter drog han på felttog til Afrika sammen med Scipio Aemilianus og var til stede ved ødelæggelsen af Karthago i 146 f.Kr., en begivenhed han senere beskrev i sine værker. Efter Karthagos fald rejste Polybios sandsynligvis langs Afrikas Atlanterhavskyst og videre til Hispania.
Efter ødelæggelsen af Korinth i 146 f.Kr. vendte Polybios tilbage til Grækenland. På grund af sine gode forbindelser til romerne, kunne han hjælpe med at mildne de hårde betingelser, som Grækenland var blev underlagt. Han fik den vanskelige opgave at organisere en ny styreform i de græske byer, og i denne rolle opnåede han stor anerkendelse.

## Senere liv
I de efterfølgende år boede Polybios i Rom, hvor han færdiggjorde sit historiske værk. Samtidig foretog han lejlighedsvis lange rejser gennem Middelhavslandene for at understøtte sin historieskrivning. Hans mål var især at få førstehåndskendskab til historiske steder. Han interviewede tilsyneladende veteraner for at afklare detaljer om de begivenheder, som han beskrev, og fik på samme måde adgang til arkivmateriale. Lidt vides om Polybios' senere liv. Han fulgte sandsynligvis med Scipio til Hispania og fungerede som hans militære rådgiver under den Numantinsk krig (143–133 f.Kr.).
Polybios skrev senere om denne krig (Numantinsk krig) i et separat værk, der desværre er gået tabt. Det vides ikke præcist, hvornår han vendte tilbage til Grækenland, men de mange eksisterende inskriptioner og statuer af ham tyder på, at han på et tidspunkt gjorde det. Det sidste historiske event, der nævnes i hans værk "Historier", er tilsyneladende bygningen af Via Domitia i Sydfrankrig i 118 f.Kr. Dette understøtter måske påstanden fra den romerske forfatter Pseudo-Lukian, der skriver, at "[Polybios] faldt af sin hest på vej hjem fra landet, blev syg som følge heraf og døde i en alder af 82 år."

## Historier
Polybios' Historier er et universalhistorisk værk, der beskriver og forklarer den Romerske Republiks opstigning til en global magt i antikkens middelhavsverden. Værket dokumenterer i detaljer politiske og militære forhold på tværs af det hellenistiske Middelhav mellem 264 og 146 f.Kr. De senere bøger indeholder desuden øjenvidneberetninger om ødelæggelsen af Karthago og Korinth i 146 f.Kr. samt den romerske annektering af det græske fastland efter den Achaiske Krig.

## Eksterne links
- Værker af Polybios på Project Gutenberg
- Works by Polybius at Perseus Digital Library
- Værker af eller om Polyb på Internet Archive
- Polybios i Salmonsens Konversationsleksikon (2. udgave, 1925)